# Imposto sobre Transmissão de Bens Imóveis
O Imposto sobre Transmissão de Bens Imóveis (ITBI) é um tributo brasileiro, de competência municipal (ou seja, somente os municípios brasileiros têm competência para instituí-lo) baseado no artigo 156 da Constituição Federal, cobrada em transferências não gratuitas de imóveis entre pessoas vivas (ou inter vivos); quando há a transmissão a qualquer título de direitos reais sobre imóveis, exceto os direitos reais de garantia; ou quando há a cessão de direitos relativos às transmissões. O contribuinte do imposto é qualquer das partes na operação tributada, como dispuser a lei, que, no caso, será lei municipal. A base de cálculo é o valor venal dos bens ou direitos transmitidos à época da operação. No caso da transmissão ser por herança (‘‘Causa mortis’’), o ITBI não é cobrado; ao invés dele, será cobrado o "Imposto de transmissão causa mortis e doação" - ITCMD (que é um imposto estadual).
A alíquota utilizada é fixada em lei ordinária do município competente. A função do ITBI é predominantemente fiscal. Sua finalidade é a obtenção de recursos financeiros para os municípios. O pagamento prévio do ITBI é obrigatório para que se possa fazer o registro de um imóvel adquirido.
O autor Rodrigo Borobia adverte em seu livro "ITBI em Arrematação desde 1476, uma História de Ilegalidades" que o ITBI não é devido em arrematação (leilão, hasta pública), pois não há transmissão inter-vivos. Isto feriria o entendimento do próprio Clóvis Beviláqua, que redigiu o projeto do código civil de 1916. Ademais, afirma o autor que existe uma isenção tributária em leilões do SFH-Sistema Financeiro da Habitação (i.e., Caixa Econômica e outros) e uma subrogação parcial do arrematante em detrimento do arrematado.